# Isabelle Demongeot
Isabelle Demongeot (* 18. September 1966 in Gassin) ist eine ehemalige französische Tennisspielerin.

## Karriere
Demongeot gewann in ihrer Tenniskarriere einen Einzel- und neun Doppeltitel auf der WTA Tour. Ihr bestes Abschneiden bei einem Grand-Slam-Turnier erreichte sie mit dem Einzug ins Achtelfinale von Wimbledon im Einzel 1986 sowie ins Viertelfinale der Doppelkonkurrenz bei den French Open 1987 und 1992.
1988 in Seoul und 1992 in Barcelona trat sie bei den Olympischen Spielen für Frankreich an. Zwischen 1985 und 1993 bestritt sie 20 Partien für die französische Fed-Cup-Mannschaft, von denen sie zwölf gewann.
1996 beendete Isabelle Demongeot ihre Profikarriere.

## Turniersiege

### Einzel
| Nr. | Datum         | Turnier  | Kategorie  | Belag     | Finalgegnerin | Ergebnis |
| --- | ------------- | -------- | ---------- | --------- | ------------- | -------- |
| 1.  | 28. Juli 1991 | Harrison | WTA Tier V | Hartplatz | Lori McNeil   | 6:4, 6:4 |

### Doppel
| Nr. | Datum            | Turnier      | Kategorie    | Belag             | Partnerin           | Finalgegnerinnen                       | Ergebnis      |
| --- | ---------------- | ------------ | ------------ | ----------------- | ------------------- | -------------------------------------- | ------------- |
| 1.  | 4. Oktober 1987  | Paris        | WTA          | Sand              | Nathalie Tauziat    | Sandra Cecchini Sabrina Goleš          | 1:6, 6:3, 6:3 |
| 2.  | 15. Mai 1988     | Berlin       | WTA Tier I   | Sand              | Nathalie Tauziat    | Claudia Kohde-Kilsch Helena Suková     | 6:2, 4:6, 6:4 |
| 3.  | 23. Oktober 1988 | Zürich       | WTA Tier IV  | Teppich (Halle)   | Nathalie Tauziat    | Claudia Kohde-Kilsch Helena Suková     | 6:3, 6:3      |
| 4.  | 7. Mai 1989      | Hamburg      | WTA Tier IV  | Sand              | Nathalie Tauziat    | Jana Novotná Helena Suková             | kampflos      |
| 5.  | 11. August 1991  | Albuquerque  | WTA Tier IV  | Hartplatz         | Katrina Adams       | Lise Gregory Peanut Louie-Harper       | 6:7, 6:4, 6:3 |
| 6.  | 6. Oktober 1991  | Leipzig      | WTA Tier III | Teppich (Halle)   | Manon Bollegraf     | Jill Hetherington Kathy Rinaldi        | 6:4, 6:3      |
| 7.  | 19. April 1992   | Pattaya      | WTA Tier V   | Hartplatz         | Natalija Medwedjewa | Pascale Paradis-Mangon Sandrine Testud | 6:1, 6:1      |
| 8.  | 26. April 1992   | Kuala Lumpur | WTA Tier V   | Hartplatz (Halle) | Natalija Medwedjewa | Rika Hiraki Petra Langrová             | 2:6, 6:4, 6:1 |
| 9.  | 7. Februar 1993  | Auckland     | WTA Tier IV  | Hartplatz         | Elna Reinach        | Jill Hetherington Kathy Rinaldi        | 6:2, 6:4      |